# لامبا
لامبا لامبا هي بلدية ومدينة في تشيلي في محافظة تشاكابوكو، في إقليم سانتياغو متروبوليتان. تقع بالقرب من سلسلة جبال تشيكاوما، والتي أضيف جزء منها إلى حديقة لا كامبانا الوطنية.